# Wacław Szacoń
Wacław Szacoń ps. „Czarny” (ur. 5 lutego 1926 w Walentynowie, zm. 17 stycznia 2025 w Liszkach) – polski wojskowy, porucznik WP, członek Narodowej Organizacji Wojskowej i żołnierz Armii Krajowej, uczestnik podziemia antykomunistycznego w Polsce.

## Życiorys

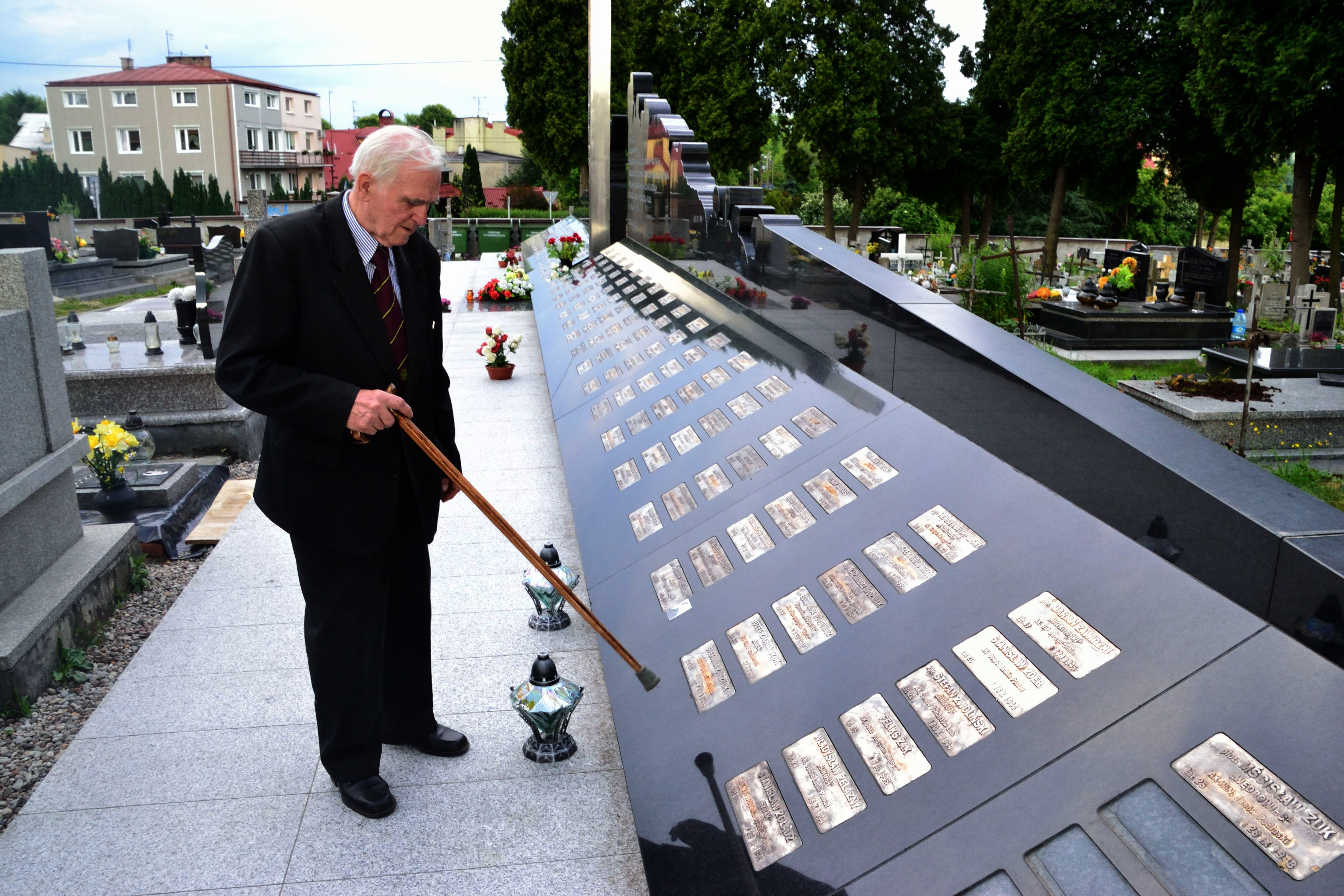
Wacław Szacoń przy grobach AK w Lublinie (cm. przy ul. Unickiej)

Jego rodzice Jan i Petronela utrzymywali się z pracy na roli. Uczęszczał do technikum w Lublinie. Do Narodowej Organizacji Wojskowej został zaprzysiężony 4 maja 1942 roku. Od 11 listopada 1942 był żołnierzem Armii Krajowej, należał także antykomunistycznej organizacji Ruch Oporu bez Wojny i Dywersji „Wolność i Niezawisłość”. Za udział w akcjach sabotażowych, wywiadowczych i patrolowych przeciwko niemieckim okupantom uhonorowany został Srebrnym Krzyżem Zasługi z Mieczami oraz dwukrotnie Krzyżem Walecznych i Krzyżem Niepodległości. Od 1945 roku walczył w oddziałach sformowanych przez mjr Hieronima Dekutowskiego „Zaporę” i kpt. Zdzisława Brońskiego „Uskoka” o suwerenność, pozostającego pod dominacją ZSRR państwa polskiego. Jego zadaniem było rozpoznanie i dokumentacja fotograficzna posterunków na Lubelszczyźnie. 26 kwietnia 1949 roku został aresztowany przez pracowników Resortu Bezpieczeństwa Publicznego w Krzczonowie. Po torturach, 26 listopada 1949 został skazany w trybie doraźnym, przez Wojskowy Sąd Rejonowy w Lublinie, któremu przewodził sędzia Bolesław Kardasz, na czterokrotną karę śmierci za przynależność do oddziałów „Uskoka”, „Strzały” (st. sierż. Walentego Waśkowicza), „Żelaznego” (ppor. Edwarda Taraszkiewicza) i posiadanie broni. W sentencji wyroku określony został jako: „jednostka wybitnie aspołeczna, wrogo ustosunkowana do obecnego ustroju” i w konkluzji „jako taka jednostka winien być wyeliminowany raz na zawsze ze społeczeństwa”. Na mocy prawa łaski wyrok zamieniono na długoletnie więzienie. Karę odbywał w więzieniach podległych Urzędowi Bezpieczeństwa Publicznego na Zamku Lubelskim, w Rawiczu, Wronkach i kamieniołomach w Strzelcach Opolskich. Zwolniony został 10 grudnia 1956 roku.
Po wyjściu z więzienia bezpieka inwigilowała Wacława Szaconia, a autorem donosów był m.in. TW o ps. „Tadeusz” – malarz Tadeusz Stanaszek. Szacoń wspierał ukrywającego się Józefa Franczaka aż do jego śmierci. 
Wraz z Józefem Herzogiem uczestniczył w odnowie wawelskiej krypty Józefa Piłsudskiego wykonując metalowe zdobienia. Jest też autorem krzyża obrony Lwowa na cmentarzu Rakowickim, płaskorzeźby popiersia gen. bryg. Leopolda Okulickiego (1973) i tablicy pamięci 27 pułku piechoty na Jasnej Górze (1976).
W 2013 roku został odznaczony przez prezydenta Bronisława Komorowskiego „za wybitne zasługi dla niepodległości Rzeczypospolitej Polskiej, za działalność społeczną i kombatancką” Krzyżem Oficerskim Orderu Odrodzenia Polski. 12 października 2015 roku krakowski oddział Instytutu Pamięci Narodowej, za szczególny wkład w upamiętnianie dziejów Narodu Polskiego przyznał Wacławowi Szaconiowi nagrodę „Świadek historii”. W 2017 roku został laureatem nagrody im. Józefa Franczaka „Lalka”, przyznawanej przez kwartalnik „Wyklęci”. Awansowany do stopnia porucznika WP w stanie spoczynku. W 2018 został odznaczony Medalem „Pro Bono Poloniae”. 1 marca 2020 roku został odznaczony przez prezydenta RP Andrzeja Dudę Krzyżem Komandorskim Orderu Odrodzenia Polski, zaś w 2019 Medalem Błogosławionego ks. Jerzego Popiełuszki.
Od 27 października 1957 roku jego żoną była Stefania Rospond, skazana w styczniu 1953 roku na sześć lat więzienia w procesie księży kurii krakowskiej – przeciwko „bandzie szpiegów wywiadu amerykańskiego”. Był bohaterem filmu Dariusza Walusiaka Mój przyjaciel Laluś. Jest Honorowym Prezesem Zrzeszenia „Wolność i Niezawisłość” w Krakowie.

## Galeria

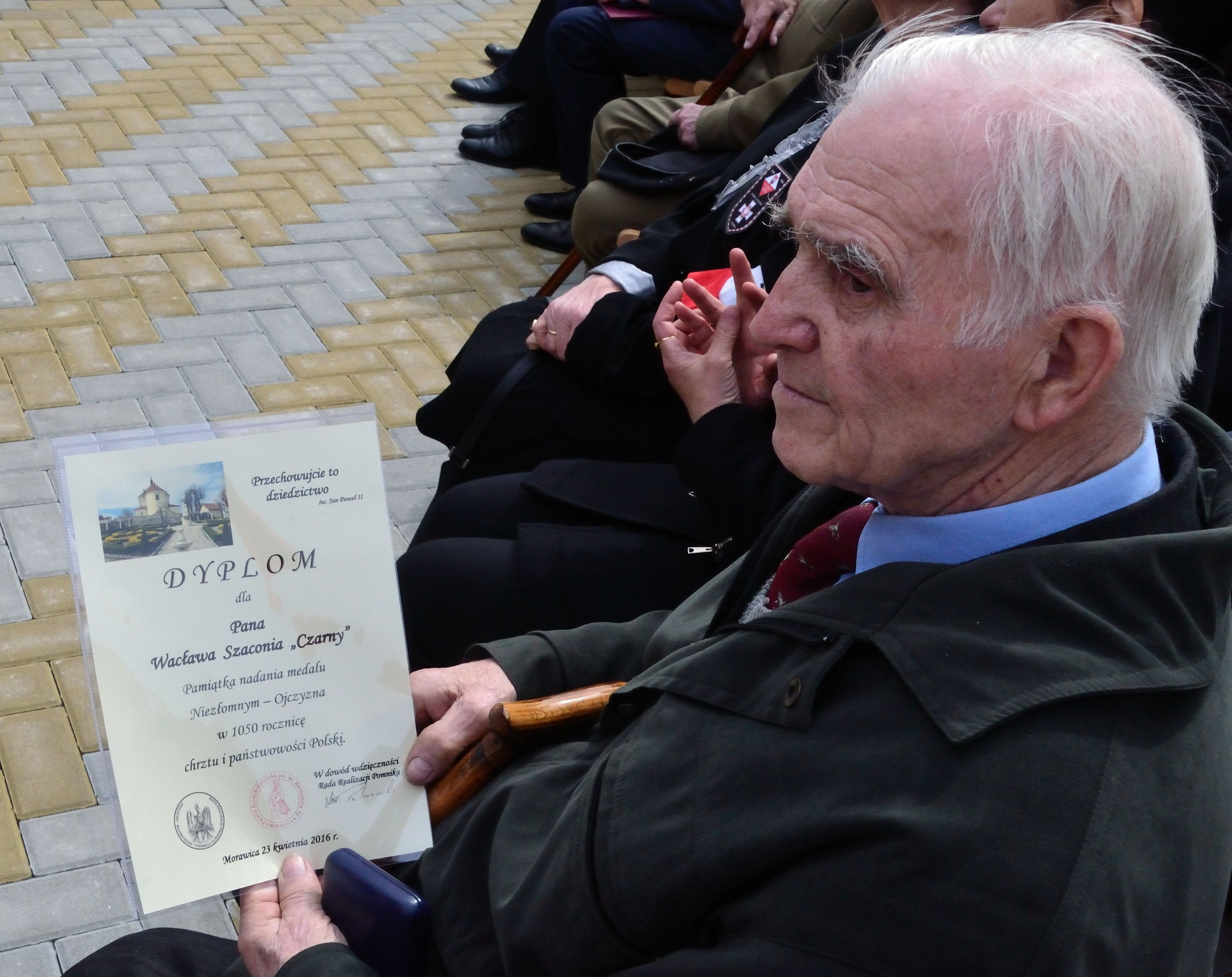
Wacław Szacoń odznaczony medalem Niezłomnym-Ojczyzna (2016)
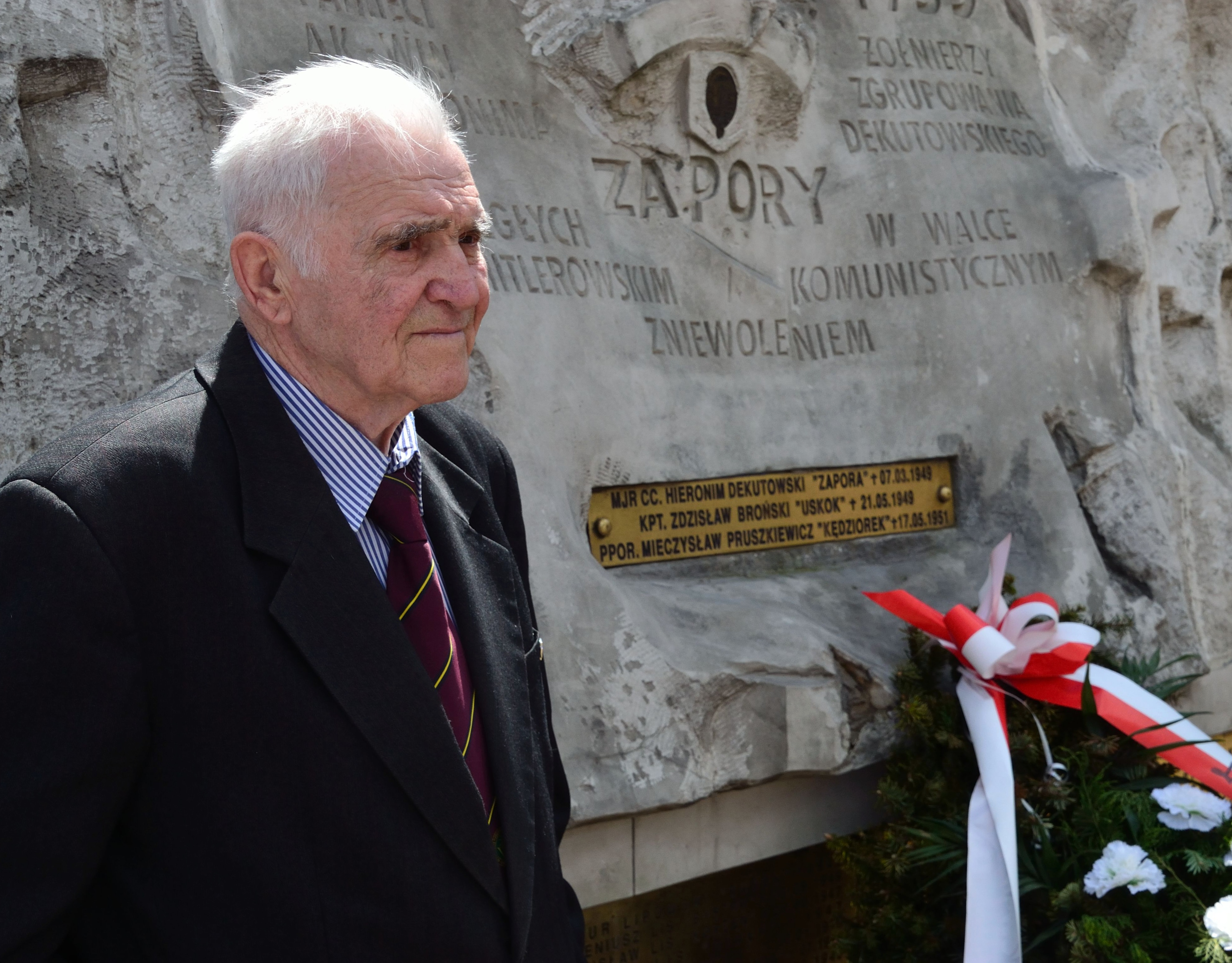
Wacław Szacoń przy pomniku "Zaporczyków" pod Zamkiem Lubelskim
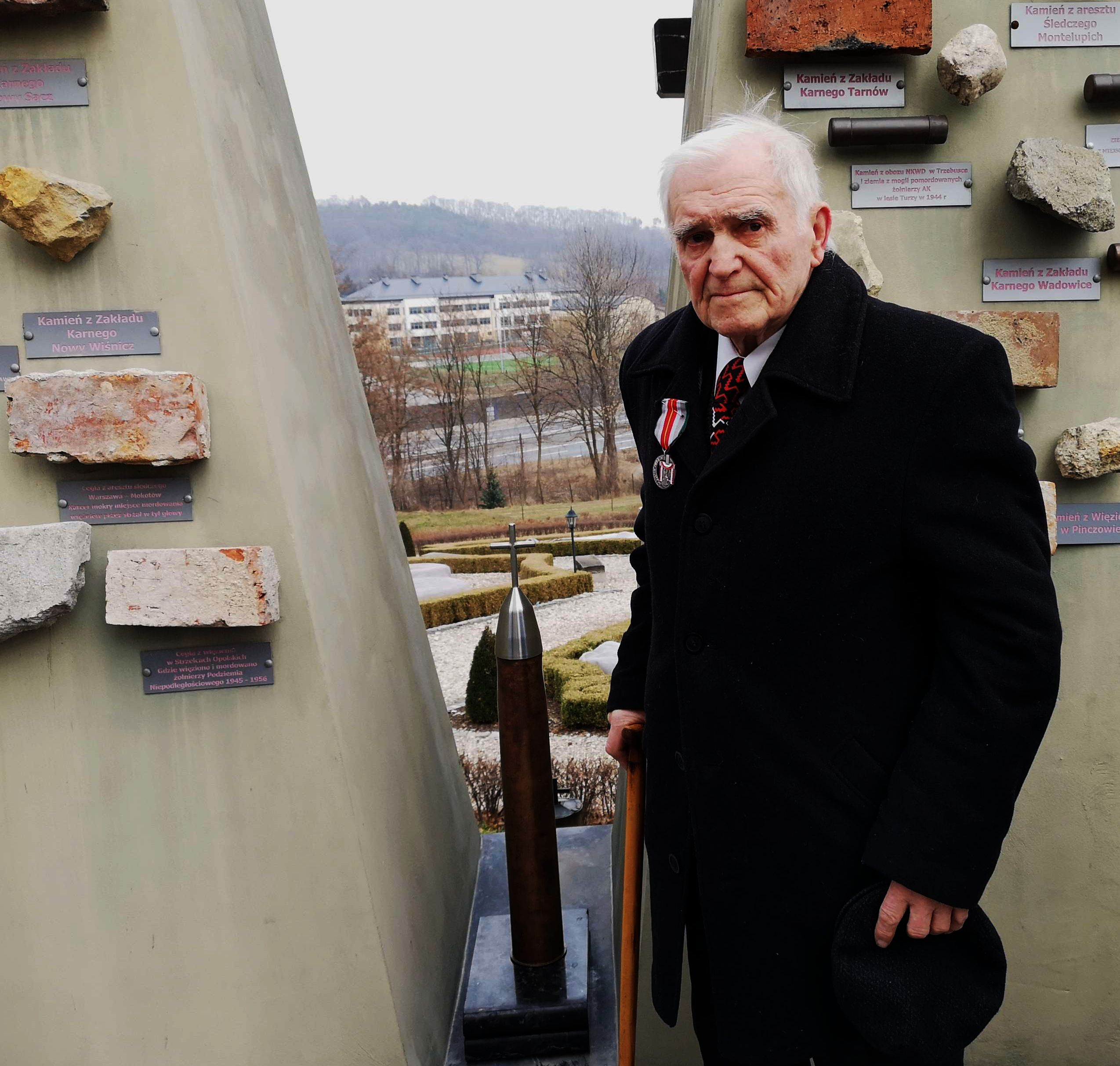
Wacław Szacoń w Morawicy (24.02.2019)